# (5504) Lanzerotti
(5504) Lanzerotti (1985 FC2) – planetoida z pasa głównego asteroid okrążająca Słońce w ciągu 4,23 lat w średniej odległości 2,62 j.a. Odkryta 22 marca 1985 roku.